# Candor
Pour les articles homonymes, voir Candor (homonymie).
Candor est une commune française située dans le département de l'Oise en région Hauts-de-France.

## Géographie

### Description

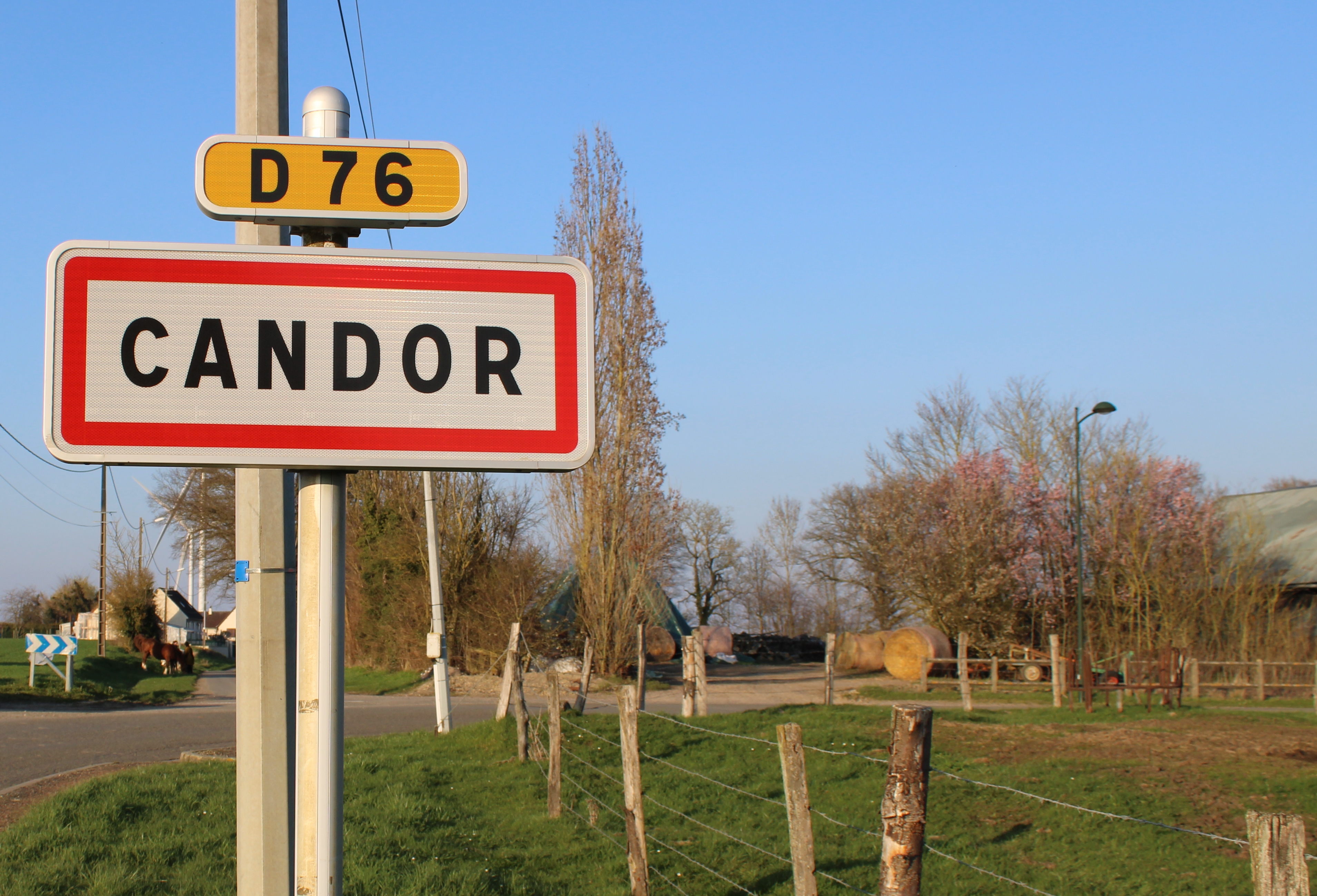
L'entrée du village

Candor est un village picard du Noyonnais situé à {{Unité[9|km}} au nord-ouest de Noyon, 24 km au nord de Compiègne, 61 km au nord-est de Beauvais, 52 km au sud-est d'Amiens et à 36 km au sud-ouest de Saint-Quentin.
Le territoire communal est limité au nord-est par l'ancienne route nationale 334 (actuelle RD 934), qui relie Noyon à Amiens.
Au milieu du XIXe siècle le territoire communal était décrit comme « de forme à peu près triangulaire (il) s'étend entre les bois d'Avricourt et les pentes de la montagne de Gagny: On y rencontre plusieurs sources qui coulent en ruisseaux pendant la mauvaise saison, et qui tarissent en été »,

### Hydrographie

#### Réseau hydrographique
La commune est traversée par la ligne de partage des eaux entre les bassins hydrographiques Artois-Picardie et Seine-Normandie. Elle est drainée par le fossé 01 de la commune de Candor, le fossé 02 de la commune de Candor et le fossé des Fonds,.

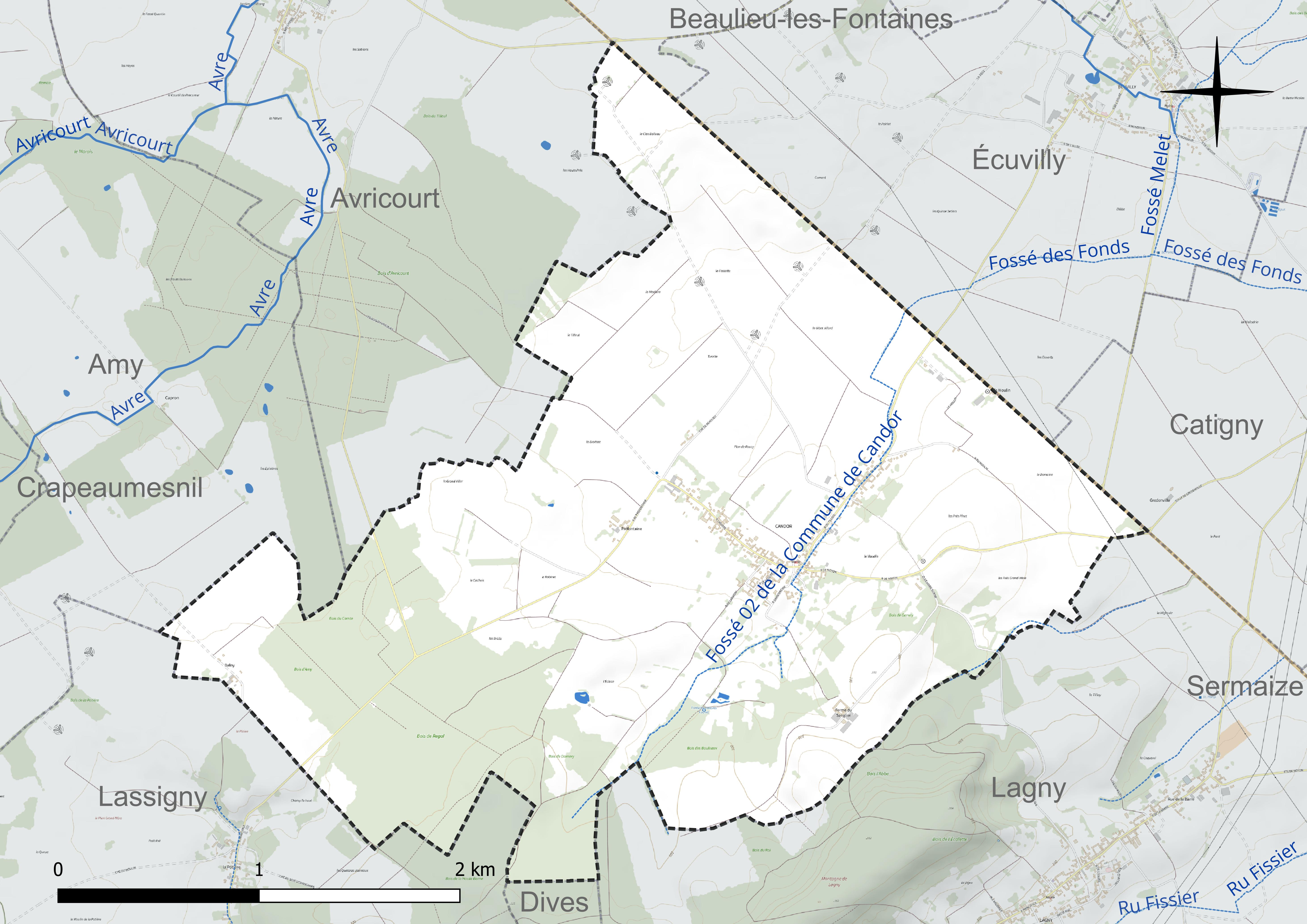
Réseau hydrographique de Candor.

#### Gestion et qualité des eaux
Le territoire communal est couvert par le schéma d'aménagement et de gestion des eaux (SAGE) « Sensée ». Ce document de planification concerne un territoire de 1 013 km2 de superficie, délimité par le bassin versant de l'Oise moyenne. Le périmètre a été arrêté le 24 avril 2017 et le SAGE est, en 2024, encore en élaboration. La structure porteuse de l'élaboration et de la mise en œuvre est le syndicat mixte du SAGE Oise-Moyenne (SMOM).
La qualité des cours d'eau peut être consultée sur un site dédié géré par les agences de l'eau et l'Agence française pour la biodiversité.

### Climat
Pour des articles plus généraux, voir Climat des Hauts-de-France et Climat de l'Oise.
En 2010, le climat de la commune est de type climat océanique dégradé des plaines du Centre et du Nord, selon une étude du CNRS s'appuyant sur une série de données couvrant la période 1971-2000. En 2020, Météo-France publie une typologie des climats de la France métropolitaine dans laquelle la commune est exposée à un climat océanique et est dans la région climatique Nord-est du bassin Parisien, caractérisée par un ensoleillement médiocre, une pluviométrie moyenne régulièrement répartie au cours de l'année et un hiver froid (3 °C).
Pour la période 1971-2000, la température annuelle moyenne est de 10,5 °C, avec une amplitude thermique annuelle de 14,8 °C. Le cumul annuel moyen de précipitations est de 723 mm, avec 11,2 jours de précipitations en janvier et 8,7 jours en juillet. Pour la période 1991-2020, la température moyenne annuelle observée sur la station météorologique la plus proche, située sur la commune de Rouvroy-en-Santerre à 21 km à vol d'oiseau, est de 10,8 °C et le cumul annuel moyen de précipitations est de 635,8 mm,. Pour l'avenir, les paramètres climatiques de la commune estimés pour 2050 selon différents scénarios d'émission de gaz à effet de serre sont consultables sur un site dédié publié par Météo-France en novembre 2022.

## Urbanisme

### Typologie
Au 1er janvier 2024, Candor est catégorisée commune rurale à habitat dispersé, selon la nouvelle grille communale de densité à sept niveaux définie par l'Insee en 2022.
Elle est située hors unité urbaine et hors attraction des villes,.

### Occupation des sols
L'occupation des sols de la commune, telle qu'elle ressort de la base de données européenne d'occupation biophysique des sols Corine Land Cover (CLC), est marquée par l'importance des territoires agricoles (72,7 % en 2018), une proportion sensiblement équivalente à celle de 1990 (72,5 %). La répartition détaillée en 2018 est la suivante : 
terres arables (65,4 %), forêts (23 %), prairies (7,2 %), zones urbanisées (4,3 %), zones agricoles hétérogènes (0,1 %). L'évolution de l'occupation des sols de la commune et de ses infrastructures peut être observée sur les différentes représentations cartographiques du territoire : la carte de Cassini (XVIIIe siècle), la carte d'état-major (1820-1866) et les cartes ou photos aériennes de l'IGN pour la période actuelle (1950 à aujourd'hui).

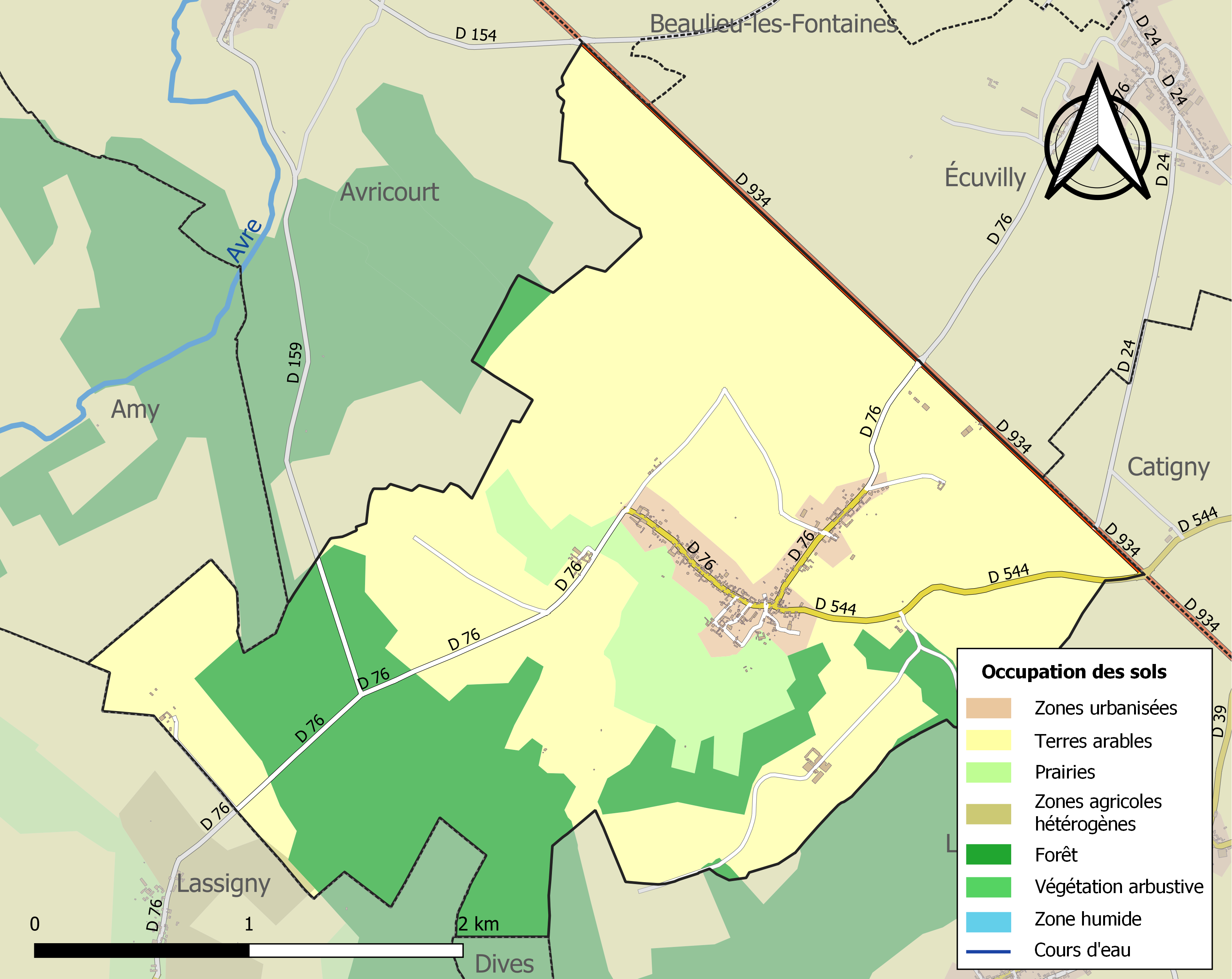
Carte des infrastructures et de l'occupation des sols de la commune en 2018 (CLC).

### Lieux-dits, hameaux et écarts
Plusieurs hameaux se trouvent sur le territoire communal : Balny, Préfontaine, la ferme des sangliers, la ferme du moulin, ainsi que Grèdenville, partagé avec Catigny.

### Habitat et logement
En 2018, le nombre total de logements dans la commune était de 142, alors qu'il était de 132 en 2013 et de 121 en 2008.
Parmi ces logements, 85,6 % étaient des résidences principales, 4,2 % des résidences secondaires et 10,2 % des logements vacants. Ces logements étaient pour 98,5 % d'entre eux des maisons individuelles et pour 0,7 % des appartements.
Le tableau ci-dessous présente la typologie des logements à Candor en 2018 en comparaison avec celle de l'Oise et de la France entière. Une caractéristique marquante du parc de logements est ainsi une proportion de résidences secondaires et logements occasionnels (4,2 %) supérieure à celle du département (2,5 %) et à celle de la France entière (9,7 %). Concernant le statut d'occupation de ces logements, 89 % des habitants de la commune sont propriétaires de leur logement (90,5 % en 2013), contre 61,4 % pour l'Oise et 57,5 pour la France entière.
| Typologie                                               | Candor | Oise | France entière |
| ------------------------------------------------------- | ------ | ---- | -------------- |
| Résidences principales (en %)                           | 85,6   | 90,4 | 82,1           |
| Résidences secondaires et logements occasionnels (en %) | 4,2    | 2,5  | 9,7            |
| Logements vacants (en %)                                | 10,2   | 7,1  | 8,2            |

### Voies de communication et transports
La commune est desservie, en 2023, par les lignes 679 et 6307 du réseau interurbain de l'Oise.

## Toponymie
La localité a été désignée comme vers 1136 comme Candorro ou cantorum, puis Candeur, Candeure.

## Histoire
La route nationale est une ancienne voie romaine reliant Amiens à Soissons.
Selon Louis Graves, « la paroisse de Candor était à la nomination du, prieur de Villeselve (canton de Guiscard), et rentra sous le patronage de l'abbé de Vézelais lorsque ce prieuré fut supprimé, vers 1621 ».
En 1850, la commune disposait d'une école. On y fabriquait des toiles de chanvre et de coton , amis la plus grande part de la population vivait des activités agricoles et forestières.
Un moulin à vent en bois mentionné en 1850 existait à l'emplacement de la ferme du moulin. Il a été détruit pendant la Première Guerre mondiale.
Au début du XXe siècle, Candor comptait 25 exploitations agricoles.

### Première Guerre mondiale
Au tout début de la Première Guerre mondiale, Candor est envahi par l'armée allemande dès le 30 août 1914. Les hommes en âge de se battre restés au village sont faits prisonniers et déportés en Allemagne. Elle est libérée une première fois  le 18 mars 1917 au terme de l'Opération Alberich, et les habitants évacués  La commune redevient française pendant une année mais demeure en zone avancée sous contrôle militaire strict des autorités britanniques. Le village est alors le siège d'une scierie canadienne.
Au terme de l'Offensive du Printemps 1918, Candor est à nouveau occupé par l'armée allemande avant d'être définitivement libéré le 2 septembre 1918.
Le village  a été décoré de la Croix de guerre 1914-1918 le 15 février 1921.

## Politique et administration

### Rattachements administratifs et électoraux

#### Rattachements administratifs
La commune se trouve depuis 1926 dans l'arrondissement de Compiègne du département de l'Oise.
Elle faisait partie depuis 1802 du canton de Lassigny. Dans le cadre du redécoupage cantonal de 2014 en France, cette circonscription administrative territoriale a disparu, et le canton n'est plus qu'une circonscription électorale.

#### Rattachements électoraux
Pour les élections départementales, la commune fait partie depuis 2014 du canton de Thourotte
Pour l'élection des députés, elle fait partie de la sixième circonscription de l'Oise.

### Intercommunalité
Candor est membre de la communauté de communes du Pays des Sources, un établissement public de coopération intercommunale (EPCI) à fiscalité propre créé en 1997 et auquel la commune a transféré un certain nombre de ses compétences, dans les conditions déterminées par le code général des collectivités territoriales.

### Liste des maires
| Période                                  | Période                       | Identité        | Étiquette | Qualité                                    |
| ---------------------------------------- | ----------------------------- | --------------- | --------- | ------------------------------------------ |
| Les données manquantes sont à compléter. |                               |                 |           |                                            |
| 1965                                     | 2006                          | Raymond Bore    |           | Démissionnaire                             |
| 29 mai 2006                              | mai 2020                      | Hubert Akermann |           | Cadre de la fonction publique territoriale |
| mai 2020                                 | En cours (au 2 décembre 2020) | Delphine Valois |           | Professeure des écoles                     |

## Population et société

### Démographie

#### Évolution démographique
L'évolution du nombre d'habitants est connue à travers les recensements de la population effectués dans la commune depuis 1793. Pour les communes de moins de 10 000 habitants, une enquête de recensement portant sur toute la population est réalisée tous les cinq ans, les populations de référence des années intermédiaires étant quant à elles estimées par interpolation ou extrapolation. Pour la commune, le premier recensement exhaustif entrant dans le cadre du nouveau dispositif a été réalisé en 2005.

En 2022, la commune comptait 319 habitants, en évolution de +7,77 % par rapport à 2016 (Oise : +0,87 %, France hors Mayotte : +2,11 %).
| 1793 | 1800 | 1806 | 1821 | 1831 | 1836 | 1841 | 1846 | 1851 |
| ---- | ---- | ---- | ---- | ---- | ---- | ---- | ---- | ---- |
| 499  | 525  | 579  | 586  | 604  | 589  | 585  | 590  | 592  |

| 1856 | 1861 | 1866 | 1872 | 1876 | 1881 | 1886 | 1891 | 1896 |
| ---- | ---- | ---- | ---- | ---- | ---- | ---- | ---- | ---- |
| 544  | 552  | 523  | 536  | 493  | 454  | 458  | 426  | 425  |

| 1901 | 1906 | 1911 | 1921 | 1926 | 1931 | 1936 | 1946 | 1954 |
| ---- | ---- | ---- | ---- | ---- | ---- | ---- | ---- | ---- |
| 429  | 415  | 399  | 304  | 288  | 295  | 276  | 281  | 277  |

| 1962 | 1968 | 1975 | 1982 | 1990 | 1999 | 2005 | 2006 | 2010 |
| ---- | ---- | ---- | ---- | ---- | ---- | ---- | ---- | ---- |
| 265  | 274  | 265  | 261  | 258  | 256  | 246  | 245  | 270  |

| 2015 | 2020 | 2022 | - | - | - | - | - | - |
| ---- | ---- | ---- | - | - | - | - | - | - |
| 292  | 317  | 319  | - | - | - | - | - | - |

#### Pyramide des âges
La population de la commune est relativement jeune.
En 2018, le taux de personnes d'un âge inférieur à 30 ans s'élève à 31,5 %, soit en dessous de la moyenne départementale (37,3 %). À l'inverse, le taux de personnes d'âge supérieur à 60 ans est de 25,2 % la même année, alors qu'il est de 22,8 % au niveau départemental.
En 2018, la commune comptait 162 hommes pour 142 femmes, soit un taux de 53,29 % d'hommes, largement supérieur au taux départemental (48,89 %).
Les pyramides des âges de la commune et du département s'établissent comme suit.
| Hommes | Classe d’âge | Femmes |
| ------ | ------------ | ------ |
| 0,0    | 90 ou +      | 0,0    |
| 7,1    | 75-89 ans    | 10,1   |
| 14,8   | 60-74 ans    | 18,9   |
| 20,7   | 45-59 ans    | 20,3   |
| 24,3   | 30-44 ans    | 20,9   |
| 12,4   | 15-29 ans    | 8,1    |
| 20,7   | 0-14 ans     | 21,6   |

| Hommes | Classe d’âge | Femmes |
| ------ | ------------ | ------ |
| 0,5    | 90 ou +      | 1,4    |
| 5,5    | 75-89 ans    | 7,6    |
| 15,6   | 60-74 ans    | 16,3   |
| 20,8   | 45-59 ans    | 20     |
| 19,4   | 30-44 ans    | 19,4   |
| 17,6   | 15-29 ans    | 16,2   |
| 20,6   | 0-14 ans     | 19,1   |

## Culture locale et patrimoine

### Lieux et monuments
L'église Saint-Martin, dominée par un clocher-porche terminé par une flèche octogonale et charpente et ardoises de style néoclassique.. L'église a été largement refaite au XIXe siècle et restaurée après la Première Guerre mondiale, elle conserve quelques éléments anciens en grès et briques au niveau des fondations.
La nef a des proportions remarquables qui donnent à l'ensemble un aspect monumental
À l'intérieur se trouve un spectaculaire maître-autel à baldaquin. On peut noter une clôture de chœur et une chaire à prêcher, du XIXe siècle, en bois sculpté avec remplois plus anciens. À l'intérieur de l'église, un autel est dédié à sainte Brigide,.

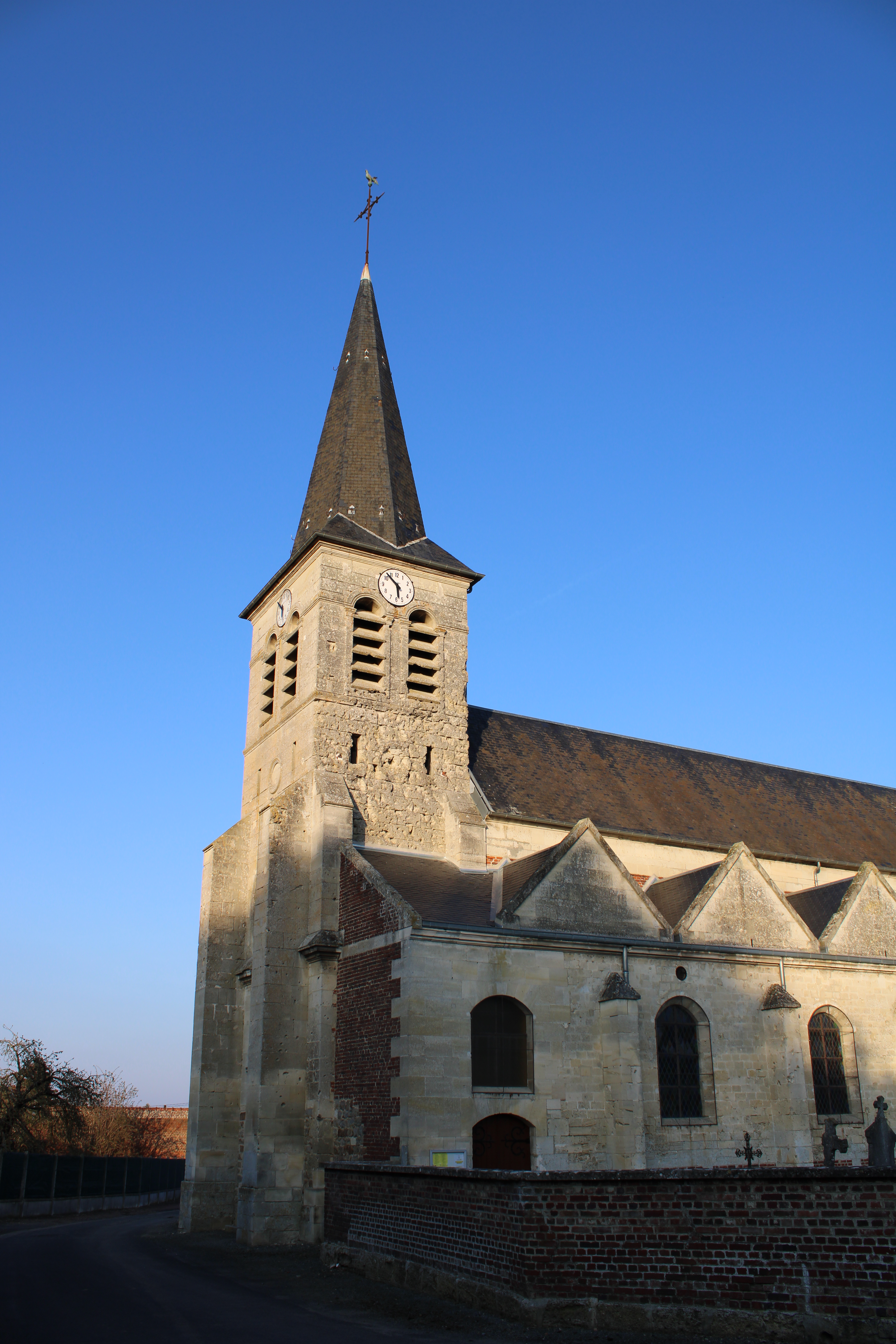
L'église
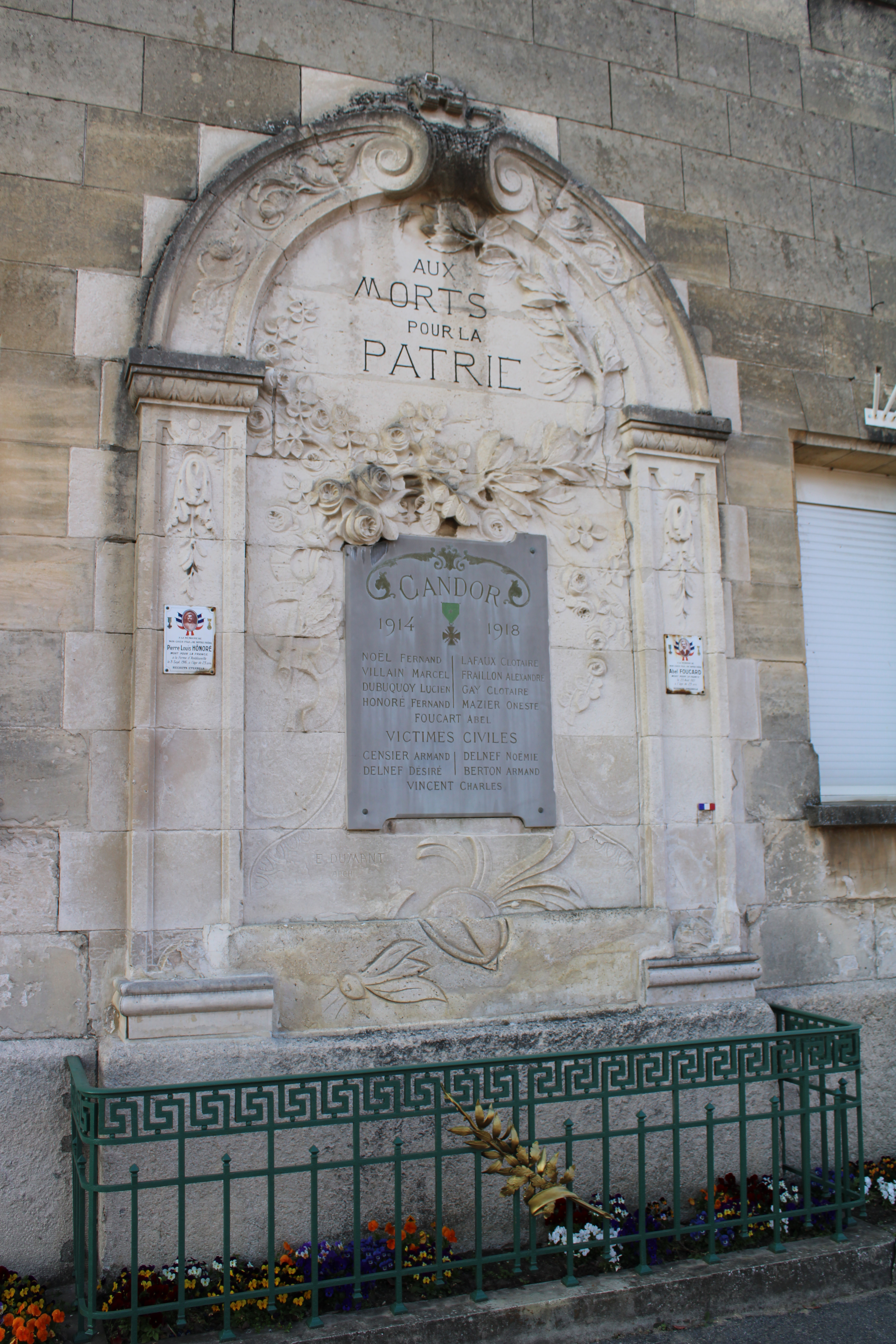
Monument aux morts

### Légende locale
Une légende locale veut que  Brigide, sainte irlandaise née en 455 à Fochart en Irlande et décédée vers 524 à Kildare, fondatrice du monastère de Kildare), serait morte dans les bois entre Candor et Avricourt, alors qu'il semble qu'elle ne se soit jamais rendue en France.
Au XIXe siècle, plus de deux mille personnes venaient assister à la messe le jour de la sainte Brigide, le premier dimanche de mai. La statue de la sainte était l'objet d'un pèlerinage ayant pour objet de protéger les animaux.

### Héraldique
| Blason de Candor | Blason  | Tiercé en pairle renversé: au 1 d'azur semé de fleurs de lis d'or; au 2 de sinople à une épée versée d'argent posée en bande et férue dans un manteau d'or, au 3 de gueules à la croix engrêlée d'argent et à une gerbe de blé d'or brochant sur la croix. |
| Blason de Candor | Détails | Crée par JF Binon, officiel le 04/02/2025. |